# Parablastus ibericus
Parablastus ibericus là một loài tò vò trong họ Ichneumonidae.